# やまぶきバス

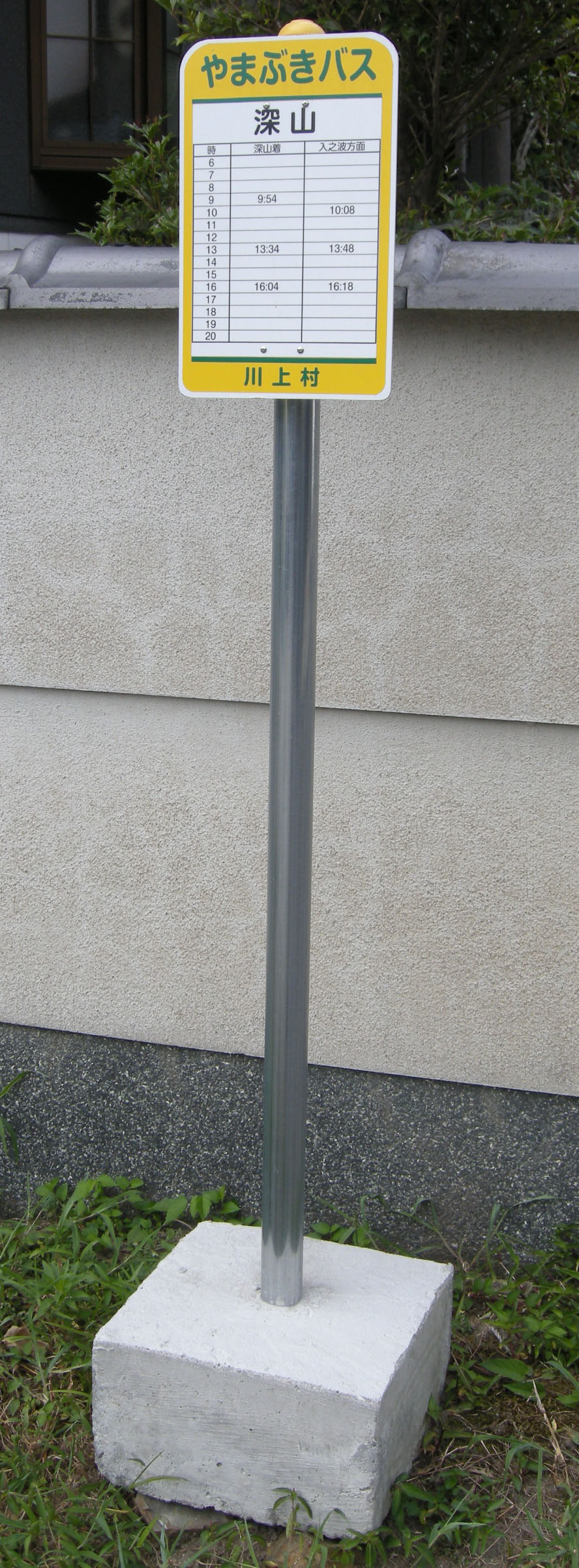
やまぶきバスのバス停

やまぶきバス（やまぶきバス）は、奈良県吉野郡川上村にて運行しているコミュニティバスである。
なお、やまぶきバスとは別に、村内の公共交通として供されているスクールバスの住民利用についても、後で述べる。

## 概要
- 奈良交通の既存路線バスを補完する公共交通の確保を目的として、国の地域公共交通活性化・再生総合事業による補助金を活用して3年間の実証運行を開始した。
- 料金は、1回利用大人（中学生以上）200円均一、小人150円で、1歳未満の乳児は無料。大人1人に対し幼児（1歳以上小学生未満）1人まで無料。障害者手帳所持者とその介護者は150円。[1]
  - 18歳未満、または障害者手帳所持者限定で1ヶ月3,000円の定期券もある。
- 日曜・祝日及び年末年始（12月28日～1月3日）は運休。土曜日は減便される。
- 運行形態は、道路運送法の規定に基づく自家用自動車（白ナンバー車）による有償運送である。
- 降車ボタンが存在しないため、降車停留所は乗車時に申告する。なお、運賃も先払いである。

## 沿革
- 2009年4月1日 - やまぶきバス運行開始。[2]
  - 当時は役場発の朝の1便が樫尾経由で上市駅まで乗り入れるほかは、全て入之波 - 深山間のみ（もしくはその区間便）で運行。[1]
- 2009年5月13日 - 新車両（トヨタ・ハイエース）導入。[3]
- 2010年4月1日 - 時刻改正。入之波 - 深山間の所要時間を9分短縮。午前の便を増便、午後の便を一部新子や上市駅まで延長。[4]
- 2011年4月1日 - 時刻改正。[5]
  - 深山、新子折返となっていた便を全て国栖経由で上市駅まで延長。朝の上市駅行1便（樫尾経由）は柏木 - 杉の湯間延長。
  - 吉野町内にリバーフィールドよしの、国栖、南国栖バス停新設。逆に利用の少ないもくもく館、スポーツ公園バス停を廃止。

## 路線
以下の路線がある。路線図の詳細は、外部リンクのコミュニティバス・路線図・時刻表参照。
- 入之波 - 大迫ダム - 柏木 - ふれあいセンター - やまぶきホール - 湯盛温泉杉の湯 - 役場 - 診療所 - 大滝 - 西河口 - 木工の里 - 深山 - 国栖 - 新子 - 上市駅
- 柏木→湯盛温泉杉の湯→役場→診療所→大滝→西河口→西河→（樫尾経由）上市駅

## 車両
- 専用カラーが施されたトヨタ・ハイエース1台を使用している。

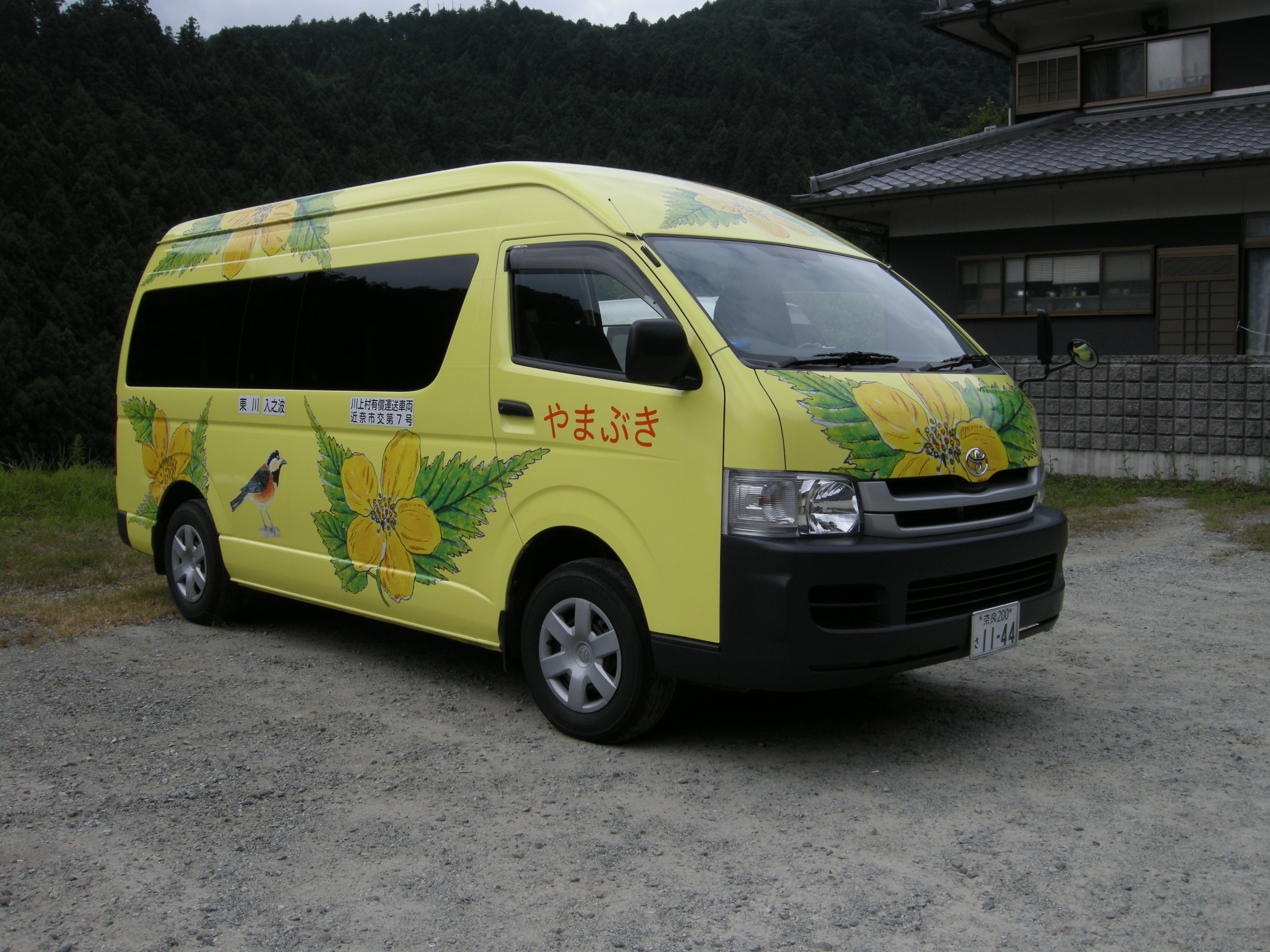
やまぶきバスの車両

## スクールバス（住民利用）
やまぶきバスの運行開始より前から、川上村ではスクールバスの住民利用というかたちで自家用自動車（白ナンバー車）による有償運送を行っている。

### 沿革
- 1976年 - スクールバスの住民利用開始。[6]
- 2009年4月1日 - やまぶきバスの運行開始に合せ、住民利用時の料金をやまぶきバスの体系に合せる。併せて住民利用区間を村内全域に拡大（従来は村の東部地域のみ）。通学生のいなくなった井光線を運行中止。[7]

### 路線
以下の路線がある。　
中奥線
- 小学校 - 宮の平 - 中学校 - 鍬の瀬橋 - 瀬戸団地 - 枌尾 - 中奥

入之波・柏木線
- 小学校 - 中学校 - 旧東小学校下 - 北和田口 - 柏木 - 入之波

高原線
- 小学校 - 寺尾 - 役場前 - 高原

西河・柳瀬方面

#### かつて存在した路線
井光線
- 小学校 - 中学校 - 下井戸 - 中井戸 - 武光橋 - 井光